# Partito Operaio Unificato Polacco
Il Partito Operaio Unificato Polacco (in polacco Polska Zjednoczona Partia Robotnicza, PZPR) fu il partito comunista che governò de facto la Repubblica Popolare di Polonia. Fondato nel dicembre del 1948 tramite la fusione del Partito dei Lavoratori Polacchi e il Partito Socialista Polacco, fu sciolto nel 1990.

## Storia

### Origini del comunismo polacco
Le radici del movimento comunista polacco risalgono al cavallo fra il XIX e il XX secolo con le attività della Socialdemocrazia del Regno di Polonia e Lituania (in polacco Socjaldemokracja Królestwa Polskiego, SDKPiL), il primo partito d'ispirazione marxista nato in Polonia e capeggiato da Rosa Luxemburg. Rispetto agli altri partiti era un po' atipico, in quanto rifiutava l'idea dell'indipendenza del Paese e auspicava il suo inserimento in un'unione europea di repubbliche socialiste.
Al termine della prima guerra mondiale venne costituito alla fine del 1918 dalla fusione tra Socialdemocrazia del Regno di Polonia e Lituania e l'ala sinistra del Partito Socialista Polacco (in polacco Polska Partia Socjalistyczna, PPS) il Partito Comunista dei Lavoratori di Polonia (in polacco Komunistyczna Partia Robotnicza Polski, KPRP), che nel 1925 ha assunto la denominazione di Partito Comunista di Polonia.
Nel 1929 il partito venne messo fuori legge dal regime Sanacja del maresciallo Józef Piłsudski, sopravvivendo nella clandestinità fino al 1938, quando su ordine di Stalin il Comitato esecutivo dell'Internazionale Comunista annunciò lo scioglimento del partito accusandolo di trotskismo, motivando la decisione anche con una presunta attività spionistica di molti membri del partito che si sarebbero lasciati assoldare come agenti dei servizi segreti polacchi, dopo che nel 1937 la maggior parte dei suoi principali esponenti era stata assassinata per ordine dello stesso Stalin.
La sua eredità politica venne raccolta dal Partito dei Lavoratori Polacchi, fondato nel 1942 e rappresentante dei comunisti polacchi durante la seconda guerra mondiale.

### Fondazione e sovietizzazione della Polonia

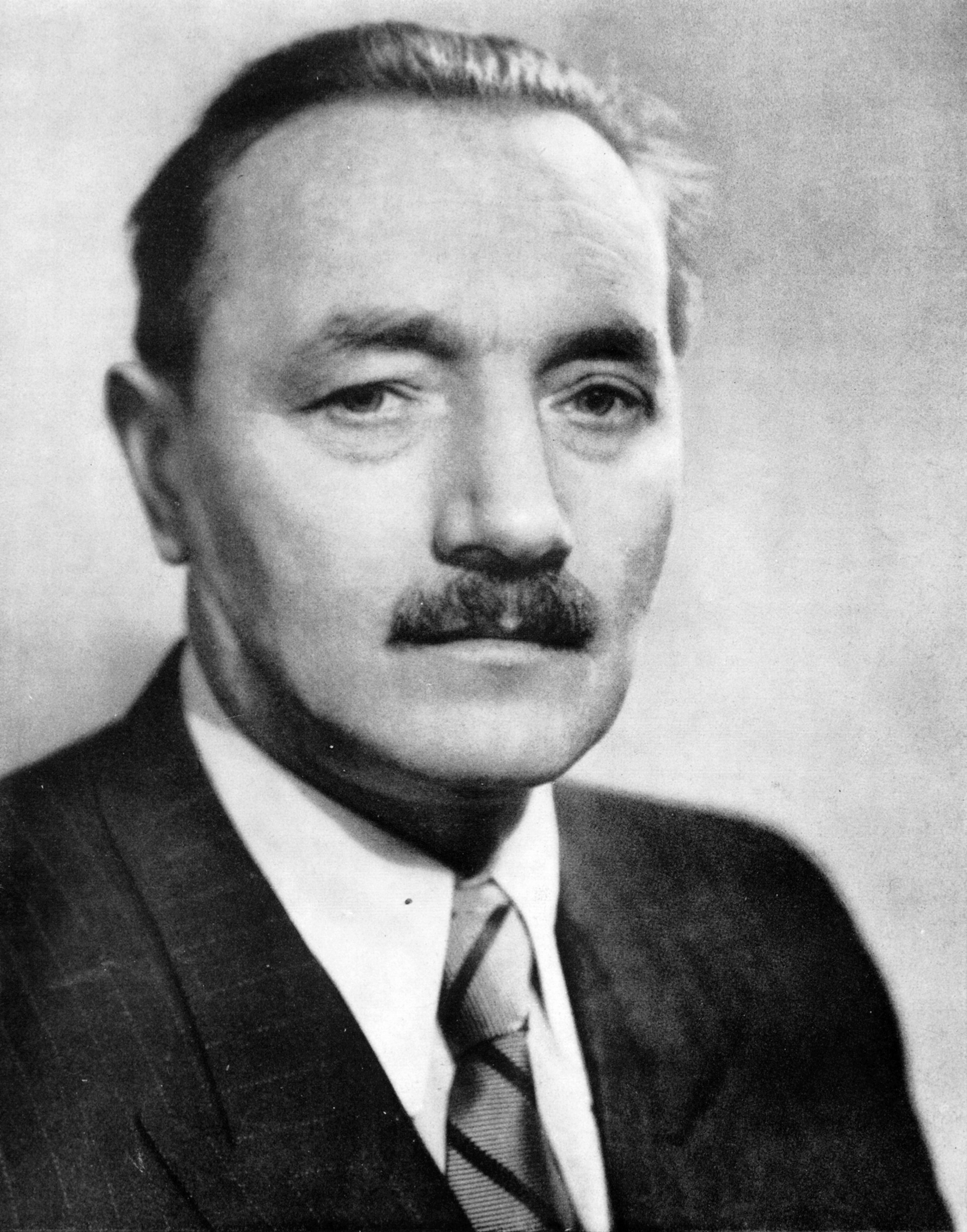
Bierut nel 1950.

Tra il 15 e il 21 dicembre 1948, il Partito dei Lavoratori Polacchi si fuse con il Partito Socialista Polacco nel Partito Operaio Unificato Polacco. L'allora presidente polacco Bolesław Bierut, agente dell'NKVD dell'Unione Sovietica e sostenitore dello stalinismo, divenne il primo segretario generale.
Durante i primi anni del governo comunista, la Polonia fu dichiarata "democrazia popolare" e non era ufficialmente considerata un'entità socialista per via della costituzione provvisoria del 1947 ancora in vigore. La proprietà privata e la funzionalità del libero mercato venivano quindi tollerate mentre il ruolo dello stato non era eccessivamente esposto. Dopo la nascita del PZPR, la situazione cambiò: fu approvato il piano sessennale del 1950-1956 per un forte sviluppo industriale ed incominciò la costruzione del socialismo.
Bierut assistette ai processi di numerosi leader militari polacchi durante la seconda guerra mondiale, come il generale dell'Armia Krajowa Stanisław Tatar e il brigadiere generale Emil August Fieldorf, nonché 40 membri dell'organizzazione Wolność i Niezawisłość (lett. "Libertà e indipendenza"), vari membri della Chiesa cattolica e oppositori del regime come Witold Pilecki.
Basata sulla Costituzione sovietica del 1936, nel 1952 fu emanata la Costituzione della Repubblica Popolare di Polonia, con la quale fu ufficializzata la natura socialista dello stato e abolita la carica di presidente della repubblica, sostituito dal Consiglio di Stato.
Il partito applicò lo stalinismo in ogni ambito: enfatizzò l'industria pesante, attuò la collettivizzazione dell'agricoltura, nominò il maresciallo sovietico Konstantin Rokossovskij come comandante dell'esercito polacco e approvò l'adesione della Polonia nel 1955 al Patto di Varsavia ed entrò nel Cominform.
Nel 1953 Stalin morì e Nikita Chruščëv divenne il nuovo segretario del PCUS. Nel 1956 il XX Congresso del Partito Comunista dell'Unione Sovietica inaugurò il periodo della destalinizzazione e del disgelo. Bierut morì improvvisamente a Mosca nel 1956, subito dopo aver partecipato al Congresso.

### Comunismo autarchico di Gomułka

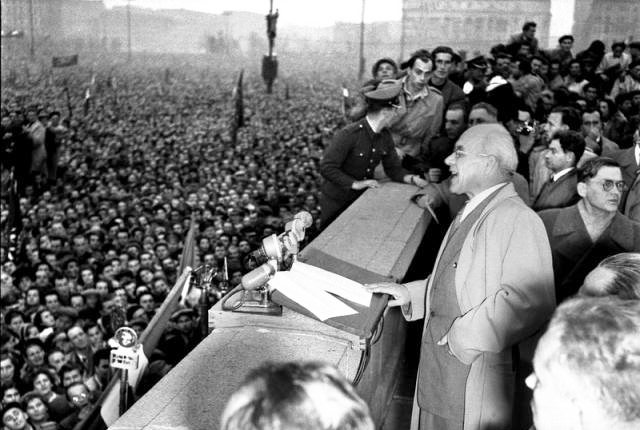
Władysław Gomułka parla davanti ai cittadini di Varsavia il 24 ottobre 1956, chiedendo la fine delle proteste e il ritorno al lavoro: "Unito con la classe operaia e la nazione", concluse, "il partito guiderà la Polonia lungo una nuova via al socialismo".

Nel 1956 Gomułka fu riabilitato. A causa delle sue visioni politiche, la leadership del POUP si divise nei Natolini e nei Pulaviani: la fazione Natolina, dal nome della cittadina di Natolin dove si riuniva, era contraria ai programmi di liberalizzazione post-stalinista e comprendeva Franciszek Jóźwiak, Wiktor Kłosiewicz, Zenon Nowak, Aleksander Zawadzki, Władysław Dworakowski e Hilary Chełchowski. La fazione dei puławiani, dal nome della via Puławska di Varsavia dove molti membri abitavano, erano favorevoli ad un'ampia liberalizzazione del socialismo in Polonia. Dopo la rivolta di Poznań, la fazione riuscì ad ottenere la candidatura di Gomułka per la carica di Primo segretario del partito. I membri di spicco erano Roman Zambrowski e Leon Kasman. Nel 1956 Gomułka divenne ufficialmente segretario generale.
Inizialmente molto popolare per le sue riforme e per la ricerca di una "via polacca verso il socialismo", Gomułka iniziò un'era di distensione ma presto subì pressioni da parte dell'URSS. Negli anni sessanta sostenne la persecuzione della Chiesa cattolica e degli intellettuali (in particolare Leszek Kołakowski, costretto all'esilio) e prese parte alla primavera di Praga al fianco del Patto di Varsavia. Nel 1968 incitò ad una campagna di propaganda antisionista, a seguito dell'opposizione del blocco sovietico alle pretese di Israele nella guerra dei sei giorni.
Nel dicembre 1970, nelle principali città portuali della Polonia si verificò una sanguinosa repressione di una protesta di lavoratori dei cantieri navali. Tale evento costrinse Gomułka alle dimissioni ed il giovane Edward Gierek ottenne le redini del partito.

### Apertura economica di Gierek e scioperi

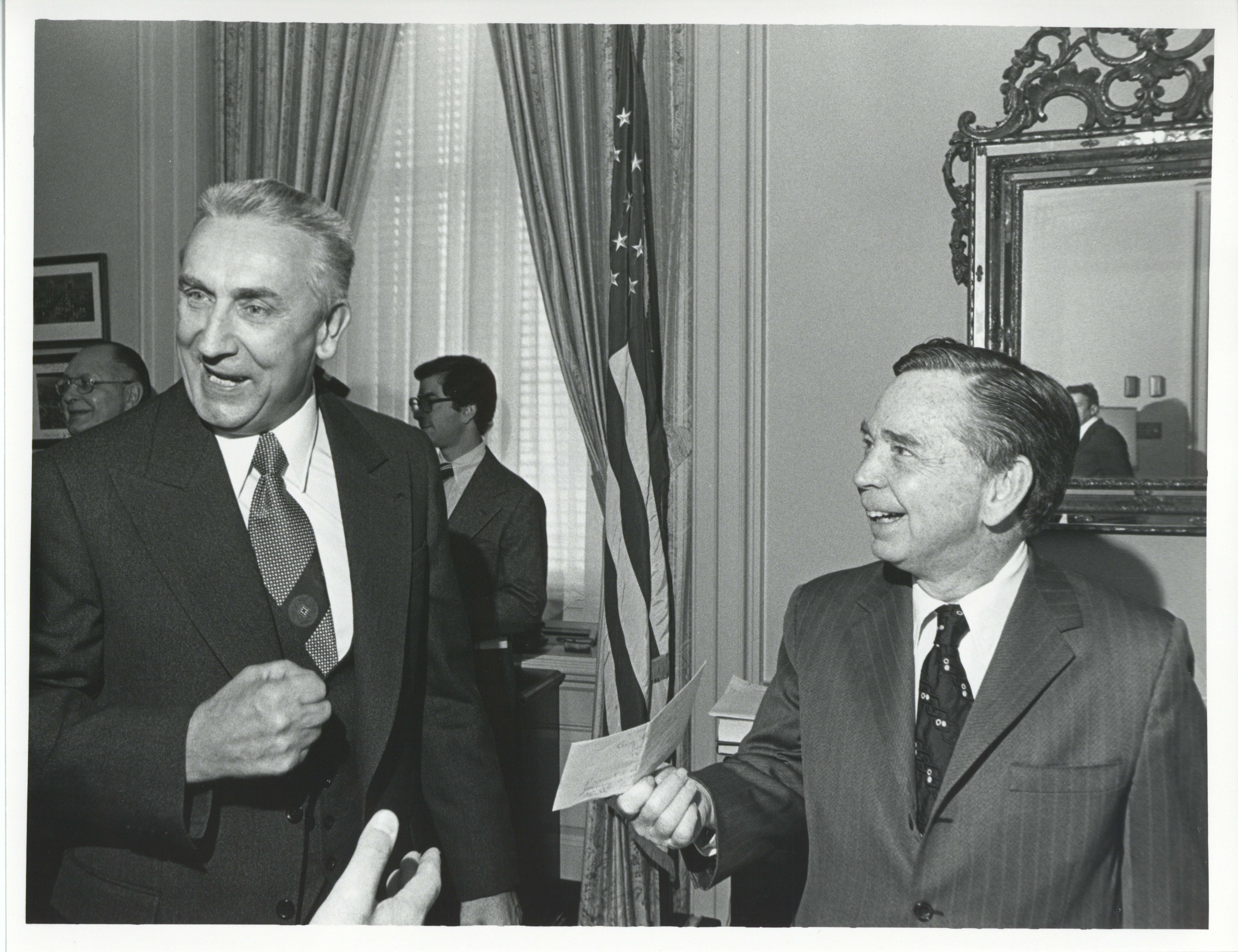
Il Primo segretario del POUP Edward Gierek (sinistra) con lo Speaker della Camera dei rappresentanti Carl Albert (destra) a Washington, 1974

Alla fine degli anni sessanta, Gierek aveva creato una base di potere personale e divenne il leader riconosciuto della giovane fazione tecnocratica del partito. Quando scoppiò la rivolta per le condizioni economiche alla fine del 1970, Gierek sostituì Gomułka come primo segretario del POUP, promise una riforma economica e istituì un programma per modernizzare l'industria e aumentare la disponibilità di beni di consumo, soprattutto attraverso prestiti esteri. Le sue buone relazioni con i politici occidentali, in particolare il francese Valéry Giscard d'Estaing e il cancelliere della Germania Ovest Helmut Schmidt, facilitarono la sua ricezione di aiuti e prestiti occidentali.
Lo standard di vita in Polonia migliorò negli anni settanta, ma l'economia iniziò a vacillare durante la crisi petrolifera del 1973 e nel 1976 furono necessari degli aumenti dei prezzi. Nel giugno dello stesso anno scoppiarono nuove rivolte e, nonostante la repressione violenta, gli aumenti di prezzo previsti furono sospesi. Tuttavia, gli elevati debiti con l'estero per un totale di circa 18 miliardi $, le carenze alimentari e una base industriale obsoleta costrinsero lo Stato ad un nuovo ciclo di riforme economiche nel 1980. Ancora una volta, gli aumenti dei prezzi innescarono proteste in tutto il Paese, in particolare nei cantieri navali di Danzica e Stettino. Gierek fu costretto a concedere lo status di legalità a Solidarność e a concedere il diritto di sciopero.
Poco dopo, all'inizio di settembre 1980, Gierek fu sostituito da Stanisław Kania come segretario generale del POUP dal Comitato centrale. Kania ammise che il partito aveva commesso molti errori economici e sostenne la collaborazione con i gruppi di opposizione cattolici e sindacalisti, incontrando il leader di Solidarność Lech Wałęsa. Sebbene Kania fosse d'accordo con i suoi predecessori sul fatto che il POUP dovesse mantenere il controllo della Polonia, non assicurò mai ai Sovietici che il Paese non avrebbe compiuto azioni in modo indipendente dall'URSS. Il 18 ottobre 1981, il Comitato Centrale del Partito sfiduciò Kania e il neoeletto primo ministro (e ministro della difesa) e generale Wojciech Jaruzelski divenne il nuovo segretario del POUP.

### Autocrazia di Jaruzelski e crisi
Nel marzo del 1981, Jaruzelski presentò al primo ministro sovietico Nikolaj Tichonov il suo piano per soffocare Solidarność e l'opposizione. Il successivo 13 dicembre, Jaruzelski dichiarò davanti alle telecamere di Telewizja Polska l'imposizione della legge marziale in Polonia. Solidarność ed altre organizzazioni d'opposizione furono bandite e i loro leader arrestati. Nel 1983 Jaruzelski trasformò il Fronte di Unità Nazionale, l'unica coalizione politica legale, nel Movimento Patriottico per la Rinascita Nazionale. Nel 1985 Jaruzelski si dimise da Primo Ministro e Ministro della Difesa e divenne il presidente del Consiglio di Stato polacco, concentrando il suo potere saldamente radicato tra i suoi fedeli generali dell'Armata Popolare Polacca.
Nonostante il tentativo di imporre un regime militare, le politiche del segretario del PCUS Michail Gorbačëv stimolarono le riforme politiche in Polonia. Gli scioperi e le repressioni continuarono, ma alla fine della X sessione plenaria del dicembre 1988, il Partito Operaio Unificato Polacco fu costretto, dopo gli scioperi, ad avviare colloqui con Solidarność. Dal 6 febbraio al 15 aprile 1989 si sono svolte trattative tra 13 gruppi di lavoro in 94 sessioni: questi negoziati portarono agli "Accordi della Tavola Rotonda" in cui si affermava che un grande potere politico sarebbe stato conferito ad un nuovo organo legislativo, ovvero il Senato, fu ripristinata la carica di presidente della Polonia, mentre Solidarność fu dichiarata un'organizzazione legale. Il 29 gennaio 1989 furono proposti gli emendamenti alla costituzione polacca, nel febbraio del 1989 il Partito Operaio Unificato Polacco rinunciò al monopartitismo e seguì il rinnovamento di aprile, con la definitiva approvazione delle modifiche costituzionali.
Durante le successive elezioni parlamentari in Polonia del 1989, il POUP ottenne 173 seggi nel Sejm, mentre Solidarność ne vinse 161. Al Senato, l'organizzazione di Wałęsa ottenne 99 seggi su 100. Jaruzelski vinse le elezioni presidenziali di novembre presentandosi come unico candidato, ma non riuscì in seguito a convincere Wałęsa ad includere Solidarność in una "grande coalizione" con il POUP.
Jaruzelski si dimise dalla carica di segretario generale del Partito e il primo ministro Mieczysław Rakowski prese le redini del POUP. Tuttavia, lo scioglimento del Movimento Patriottico per la Rinascita Nazionale costrinse Jaruzelski a nominare Tadeusz Mazowiecki di Solidarność come il primo primo ministro polacco non comunista dal 1948. Jaruzelski si dimise da Presidente della Polonia nel 1990, e fu sostituito da Wałęsa.

### Dissoluzione

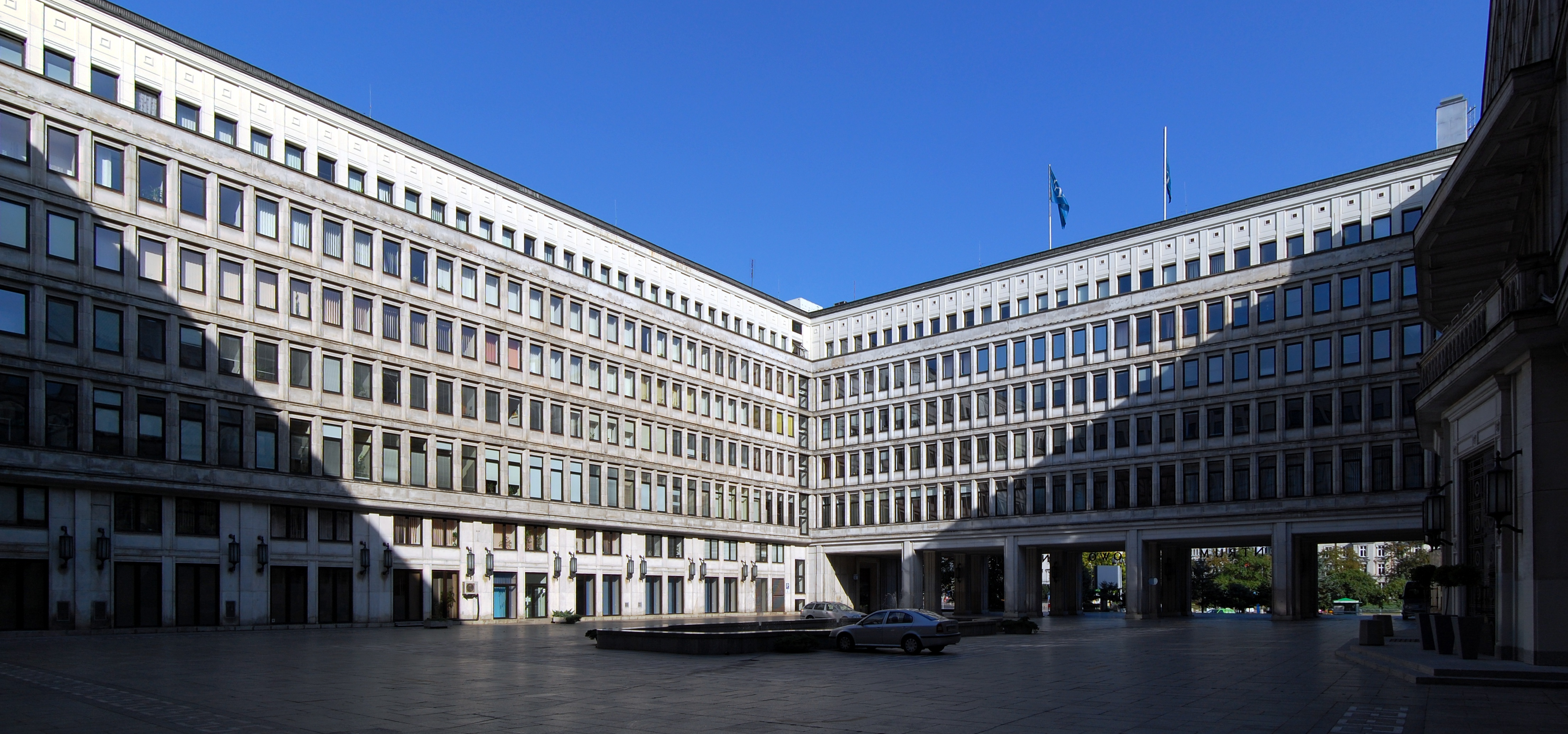
L'edificio del Dom Partii a Varsavia, ex sede del POUP.

A partire dal gennaio 1990, il declino del POUP divenne inevitabile: in tutta la Polonia iniziarono le occupazioni degli edifici del partito al fine di prevenire il furto dei beni e la distruzione o la cattura degli archivi, mentre il PCUS fece un prestito di circa 1,2 milioni $ che furono spesi dai comunisti polacchi per pagare gli stipendi interni, fondare il giornale Trybuna. Il 6 gennaio, Rakowski propose lo scioglimento del POUP e la creazione di uno o più partiti privi di ideologia marxista-leninista. Il 29 gennaio 1990 si tenne l'XI ed ultimo Congresso che avrebbe dovuto portare alla rifondazione il partito, ma alla fine il Partito Operaio Unificato Polacco si dissolse.
Pochi giorni dopo lo scioglimento del POUP, fu creato il partito della Socialdemocrazia della Repubblica di Polonia (in polacco Socjaldemokracja Rzeczpospolitej Polskiej, SdRP), con segretario generale Aleksander Kwaśniewski e con esponenti come Rakowski e Leszek Miller. Intanto, altri iscritti dell'ex Partito Operaio fondarono l'Unione socialdemocratica polacca e il Movimento 8 luglio.
A luglio, Mazowiecki rimosse tutti gli ex membri comunisti dal governo e annunciò la privatizzazione dell'economia, mentre il 9 novembre 1990 il Sejm approvò l'acquisizione del patrimonio appartenuto all'ex Partito Operaio Unificato Polacco.

## Status
Il Partito Operaio Unificato Polacco aveva ufficialmente lo status di partito, ma per molti aspetti non costituiva un partito politico in senso stretto né aveva una personalità giuridica a causa di una mancanza legale. Secondo Łukasz Kamiński, il POUP era "una struttura amministrativa che ha gestito lo Stato - dai vertici del potere al più piccolo posto di lavoro e comune". Nonostante l'assenza di personalità giuridica, il POUP veniva elencato nei registri fondiari e ipotecari dei tribunali comuni come il "proprietario" di molte proprietà immobiliari. Il POUP era de facto (ma non de iure) il proprietario dell'intera Repubblica Popolare di Polonia.

## Programma politico e obiettivi

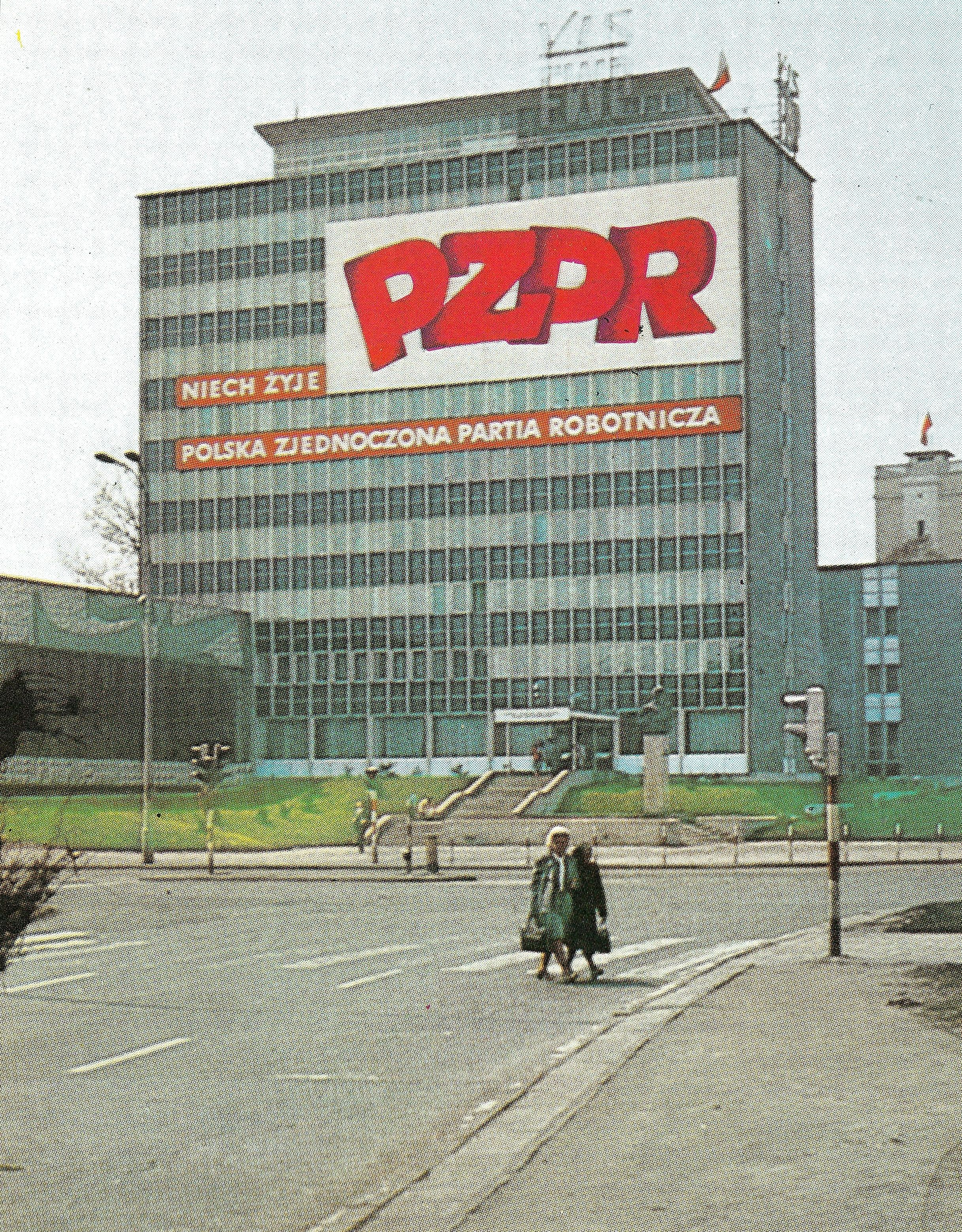
Striscione del POUP sulla facciata degli uffici della Fabryki Wyrobów Precyzyjnych im. gen. Świerczewskiego, Varsavia.

Fino al 1989, il POUP esercitava un potere assoluto garantito dagli emendamenti alla Costituzione del 1976, che proclamarono la Polonia come uno Stato socialista con il partito come "potere guida della nazione". L'obiettivo principale era quello di creare una società comunista e partecipare alla costruzione del comunismo in tutto il mondo, ma gradualmente la dottrina alla base è stata saturata di elementi nazionalisti dopo il 1956.
Nella sfera economica, la liquidazione della proprietà privata avvenne attraverso la collettivizzazione iniziale del settore agricolo, la nazionalizzazione di tutte le imprese private, l'espansione delle strutture burocratiche nelle istituzioni statali e sociali, portando alla liquidazione delle organizzazioni indipendenti. Lo sviluppo dell'industria pesante ed in particolare quella delle armi divenne una priorità a spese dei beni di consumo, provocandone carenze periodiche.
L'accento è stato posto sull'indottrinamento ideologico della società ed in particolare dei giovani, diffondendo il realismo socialista e tentando di subordinare la Chiesa e le altre associazioni religiose. Gli obiettivi economici attuati dal POUP furono periodicamente mutati di fronte ai crescenti problemi economici dell'economia: a seguito dei ciclici scioperi e proteste dei lavoratori, furono fatte alcune concessioni politiche, tra cui la limitata democratizzazione nel sistema di esercizio del potere, cambiamenti nella politica economica dello Stato o negli investimenti, mirati agli articoli di consumo.

## Organizzazione

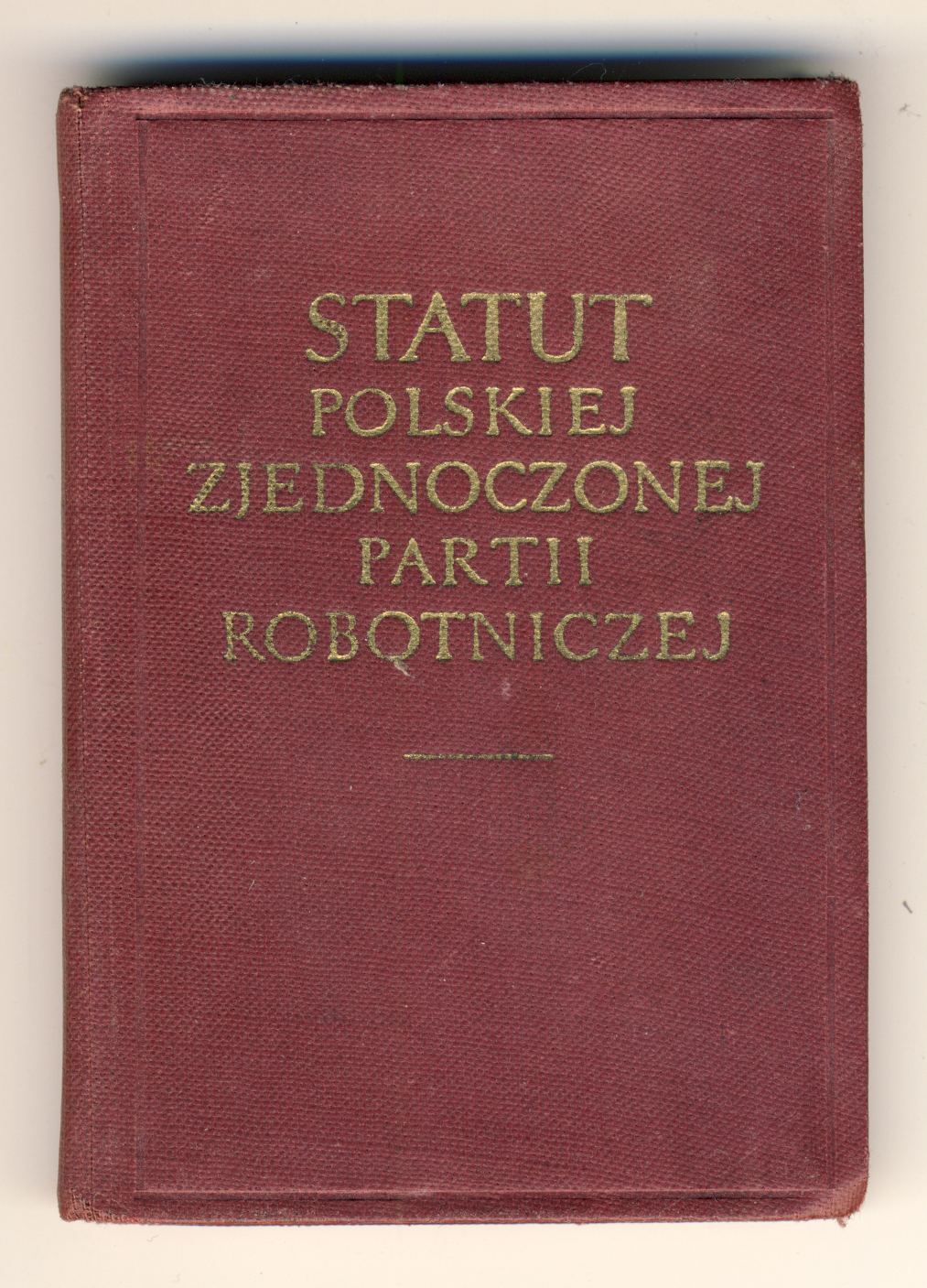
Copertina dello Statuto del POUP, 1956.

Il Partito Operaio Unificato Polacco era organizzato secondo il principio leninista del centralismo democratico, presupponendo l'elezione democratica delle autorità e la partecipazione del popolo nel processo decisionale e di governo. La massima autorità era il Congresso del Partito (in polacco Zjazd), mentre il ruolo esecutivo veniva svolto dal Comitato Centrale (in polacco Komitet Centralny), dal suo Ufficio Politico (in polacco Biuro Polityczne, con un numero fisso di circa 15 membri), dal Segretariato del Comitato Centrale e dai dirigenti dei comitati locali. Tali organi avevano il compito di decidere in merito alla politica e la loro composizione veniva scelta dai membri del Congresso nazionale, che si svolgeva ogni quattro anni. Durante la pausa inter-congressuale, ogni due o tre anni si tenevano le conferenze di partito dei voivodati, powiat, comuni e dei comitati aziendali. La cellula più piccola del POUP era l'Organizzazione di base del partito (in polacco Podstawowa organizacja partyjna, POP). Le elezioni interne erano segrete ad ogni livello.

### Livello locale
La massima autorità statutaria dell'organizzazione a livello di ogni voivodato era la Conferenza e, nel periodo tra le conferenze, il Comitato del voivodato del POUP. Per guidare l'effettivo lavoro del partito, il comitato provinciale eleggeva un dirigente. Le conferenze del Voivodato convocavano un comitato provinciale formalmente almeno una volta all'anno, con il consulto del Comitato centrale del POUP. Le riunioni plenarie del comitato del Voivodato dovevano essere convocate almeno ogni due mesi, mentre le riunioni esecutive avvenivano una volta alla settimana.
Date e tematiche delle Conferenze e delle sessioni plenarie del Comitato del Voivodato venivano generalmente correlate con le date e gli argomenti delle sessioni plenarie del Comitato centrale. Si dedicavano principalmente al "trasferimento" di risoluzioni e decisioni del Comitato centrale alle organizzazioni provinciali, ed il comitato provinciale non aveva la possibilità di modificarne i testi né di creare un proprio piano delle riunioni. L'iniziativa poteva essere mostrata - in conformità con il principio del centralismo democratico - solo nell'attuazione di risoluzioni e ordini di casi supremi. La dipendenza delle sezioni dei Voivodato e delle sue autorità nei confronti degli organi centrali era anche determinata dal fatto che le loro attività erano finanziate quasi interamente da un sussidio ricevuto dal Comitato centrale: le quote associative costituivano meno del 10% dei ricavi.
Le attività del Comitato del Voivodato erano formalmente controllate da un Comitato di valutazione eletto durante le conferenze. Inizialmente tale organo esaminava solo l'esecuzione del bilancio e la contabilità del comitato del Voivodato, ma negli anni seguenti l'ambito delle sue attività fu ampliato al controllo sulla gestione delle tessere associative del partito, la sicurezza dei documenti riservati, la gestione dei reclami e l'invio degli stessi al partito centrale. Il numero di ispezioni effettuate crebbe sistematicamente ed il lavoro dei comitati acquisì un carattere più pianificato e formalizzato.

## Iscritti
Al momento della sua fondazione, il POUP aveva 1.537.000 membri di cui 1.006.000 dal PPR e 531.000 dal PPS. Nel 1954 contava 1.276.000 membri ma 482.000 furono espulsi tra il 1949 e il 1954. Negli anni seguenti, il numero delle adesioni fluttuò: nel 1959 ammontava a 1.018.000 iscritti (dopo la verifica e la rimozione di 200.000 membri), nel 1965 1.775.000, nel 1970 2.320.000 e nel 1980 raggiunse i 3.092.000 (secondo altre fonti, 3 150 000). Dopo la legalizzazione di Solidarność l'introduzione della legge marziale nel 1981, 850.000 persone uscirono dal POUP (incluso circa il 33% dei suoi impiegati).

## Orientamenti e frazioni interne
All'interno del Partito Operaio Unificato Polacco erano presenti diversi schieramenti: negli anni cinquanta vi erano divisioni tra puławiani e natoliniani, negli anni sessanta sorsero i "partigiani" (in polacco partyzantami) e "gruppo slesiano" (in polacco grupą śląską). Nel 1965 Kazimierz Mijal, un influente attivista del partito nel periodo stalinista, fondò il clandestino Partito Comunista di Polonia di matrice antirevisionista e maoista, mentre negli anni successivi, alcuni attivisti, fu creata l'Unione Patriottica Grunwald (in polacco Zjednoczenie Patriotyczne „Grunwald”) di ispirazione comunista nazionale.

## Congressi

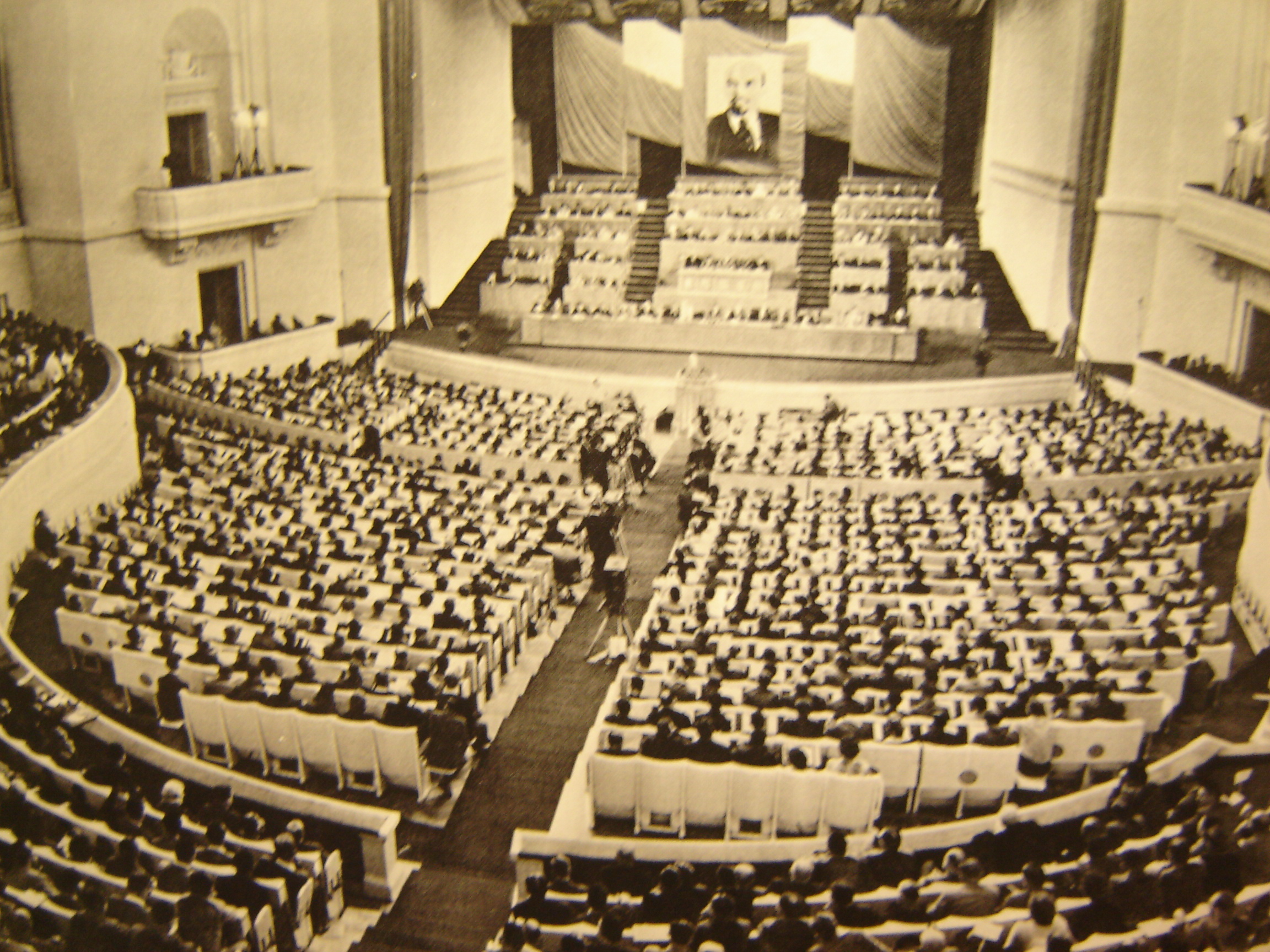
Immagine del IV congresso del 1964.

- I Congresso fondatore del PZPR, 15 dicembre - 22 dicembre 1948
- II Congresso del PZPR, 10 marzo - 17 marzo 1954
- III Congresso del PZPR, 10 marzo - 19 marzo 1959
- IV Congresso del PZPR, 15 giugno - 20 giugno 1964
- V Congresso del PZPR, 11 novembre - 16 novembre 1968
- VI Congresso del PZPR, 6 novembre – 11 novembre 1971
- VII Congresso del PZPR, 8 dicembre – 12 dicembre 1975
- VIII Congresso del PZPR, 11 febbraio - 15 febbraio 1980
- IX Congresso straordinario del PZPR, 14 luglio - 20 luglio 1981
- X Congresso del PZPR, 29 giugno - 3 luglio 1986
- XI Congresso del PZPR, 27 gennaio - 30 gennaio 1990 (conclusosi con l'auto-dissoluzione)

## Leader del partito
Dal 1954 il presidente del partito era il presidente del Comitato Centrale:
| # | Nome                | Immagine | Dal              | Al               | Note                |
| - | ------------------- | -------- | ---------------- | ---------------- | ------------------- |
| 1 | Bolesław Bierut     |          | 22 dicembre 1948 | 12 marzo 1956    | Segretario generale |
| 2 | Edward Ochab        |          | 20 marzo 1956    | 21 ottobre 1956  | Primo segretario    |
| 3 | Władysław Gomułka   |          | 21 ottobre 1956  | 20 dicembre 1970 | Primo segretario    |
| 4 | Edward Gierek       |          | 20 dicembre 1970 | 6 settembre 1980 | Primo segretario    |
| 5 | Stanisław Kania     |          | 6 settembre 1980 | 18 ottobre 1981  | Primo segretario    |
| 6 | Wojciech Jaruzelski |          | 18 ottobre 1981  | 29 luglio 1989   | Primo segretario    |
| 7 | Mieczysław Rakowski |          | 29 luglio 1989   | 29 gennaio 1990  | Primo segretario    |

## Figure importanti del PZPR
- Jerzy Albrecht
- Edward Babiuch
- Kazimierz Barcikowski
- Jakub Berman
- Józef Cyrankiewicz
- Zdzisław Grudzień
- Mieczysław Jagielski
- Piotr Jaroszewicz
- Bolesław Jaszczuk
- Stefan Jędrychowski
- Aleksander Kwaśniewski
- Zenon Kliszko
- Stanisław Kociołek
- Jerzy Łukaszewicz
- Franciszek Mazur
- Zbigniew Messner
- Hilary Minc
- Mieczysław Moczar
- Kazimierz Morawski
- Zenon Nowak
- Józef Oleksy
- Stefan Olszowski
- Józef Pińkowski
- Stanisław Radkiewicz
- Ignacy Loga-Sowiński
- Ryszard Strzelecki
- Józef Tejchma
- Roman Zambrowski
- Aleksander Zawadzki